# Howard Smith (Schauspieler)
Howard I. Smith (* 12. August 1893 in Attleboro, Massachusetts; † 10. Januar 1968 in Hollywood, Los Angeles, Kalifornien) war ein US-amerikanischer Schauspieler.

## Leben
Smith debütierte am 6. Februar 1917 als Chorsänger in dem Theatermusical You’re in Love am Broadway. Ein Jahr später gab er sein Filmdebüt, als er Jack Doray in dem von Arthur Berthelet inszenierten Stummfilmdrama Young America darstellte. Ab Anfang der 1930er bis Mitte der 1940er Jahre spielte er regelmäßig am Theater, darunter auch häufig am Broadway. Ende der 1930er-Jahre war Smith ein Ensemblemitglied beim Mercury Theatre von Orson Welles; so spielte er unter Welles am Broadway, in dem verschollenen Film Too Much Johnson und in der legendären Hörspielversion von Der Krieg der Welten. 
Nachdem er lange kaum Filme gedreht hatte, war Smith ab 1946 regelmäßiger in Hollywood-Filmen zu sehen, etwa in den Film noirs Der Todeskuß und Kennwort 777. Von 1949 bis 1950 spielte er wieder am Broadway und verkörperte die Rolle des Charley in der Urproduktion von Arthur Millers Bühnenklassiker Tod eines Handlungsreisenden. Diese Rolle stellte er erneut 1951 in der Verfilmung Der Tod eines Handlungsreisenden dar. Spätere Filme mit Smoth, der zumeist als Nebendarsteller besetzt wurde, waren etwa Unterwelt und Champagner in Paris. Im Verlaufe der 1950er-Jahre spielte er vermehrt in Fernsehserien und hatte von 1961 bis 1965 eine feste Nebenrolle als grummeliger Harvey Griffin in der Sitcom Hazel. Insgesamt umfasst sein filmisches Schaffen über 70 Film- und Fernsehproduktionen, zuletzt spielte er 1967 in dem Kinofilm The Hardy Boys: The Mystery of the Chinese Junk. Im Januar 1968 starb Howard I. Smith im Alter von 74 Jahren.

## Filmografie (Auswahl)
- 1918: Young America
- 1938: Too Much Johnson
- 1946: Her Kind of Man
- 1947: Der Todeskuß (Kiss of Death)
- 1948: Kennwort 777 (Call Northside 777)
- 1948: Der beste Mann (State of the Union)
- 1948: Straße ohne Namen (The Street with No Name)
- 1949: The Aldrich Family (Fernsehserie, mehrere Folgen)
- 1951: Der Tod eines Handlungsreisenden (Death of a Salesman)
- 1953: Der Tolpatsch (The Caddy)
- 1954–1955: First Love (Fernsehserie, 388 Folgen)
- 1955: Verdammt zum Schweigen (The Court-Martial of Billy Mitchell)
- 1957: Ein Gesicht in der Menge (A Face in the Crowd)
- 1957: Geh nicht zu nah ans Wasser (Don’t Go Near the Water)
- 1958: Blindgänger der Kompanie (No Time for Sergeants)
- 1958: I Bury the Living
- 1958: Sumpf unter den Füßen (Wind Across the Everglades)
- 1959: Alfred Hitchcock präsentiert (Alfred Hitchcock Presents, Fernsehserie, 1 Folge)
- 1960: Unterwelt (Murder, Inc.)
- 1960/1962: Twilight Zone (The Twilight Zone, Fernsehserie, 2 Folgen)
- 1961–1965: Hazel (Fernsehserie, 27 Folgen)
- 1962: Champagner in Paris (Bon Voyage!)
- 1962: Perry Mason (Fernsehserie, 1 Folge)
- 1964: Mein Zimmer wird zum Harem (The Brass Bottle)
- 1966: Green Acres (Fernsehserie, 2 Folgen)
- 1967: Verliebt in eine Hexe (Bewitched, Fernsehserie, 1 Folge)
- 1967: The Hardy Boys: The Mystery of the Chinese Junk